# Duivenvoordse Polder
De Duivenvoordse Polder is een polder en een voormalig waterschap in de gemeente Voorschoten, in de Nederlandse provincie Zuid-Holland.
Het waterschap was verantwoordelijk voor de vervening, drooglegging en de waterhuishouding in de gelijknamige polders.
Het kasteel Duivenvoorde ligt in dit poldergebied.

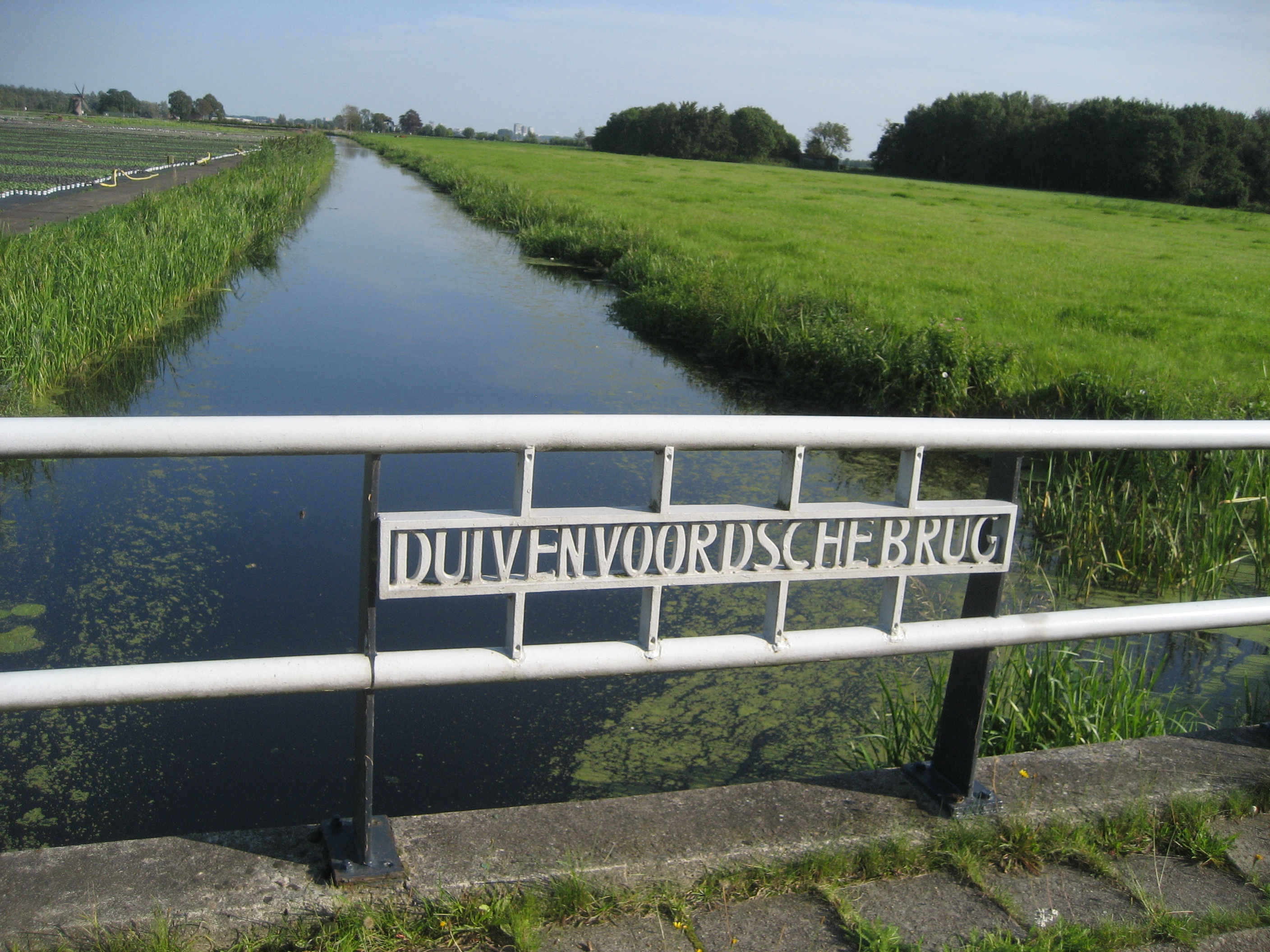
Duivenvoordsebrug